# Fritz-John-Bedingungen
Die Fritz-John-Bedingungen  (abgekürzt FJ-Bedingungen) sind in der Mathematik ein notwendiges Optimalitätskriterium erster Ordnung in der nichtlinearen Optimierung. Sie sind eine Verallgemeinerung der Karush-Kuhn-Tucker-Bedingungen und kommen im Gegensatz zu diesen ohne Regularitätsbedingungen aus. Benannt sind sie nach dem  US-amerikanischen Mathematiker deutscher Abstammung, Fritz John.

## Rahmenbedingungen
Die Fritz-John-Bedingungen ermöglichen Aussagen über ein Optimierungsproblem der Form
{\displaystyle \min _{x\in D}f(x)}
unter den Nebenbedingungen
{\displaystyle g_{i}(x)\leq 0~,1\leq i\leq m}
{\displaystyle h_{j}(x)=0~,1\leq j\leq l}.
Dabei sind alle betrachteten Funktionen {\displaystyle f(x),g_{i}(x),h_{j}(x)\colon D\to \mathbb {R} } stetig differenzierbar und {\displaystyle D} ist eine nichtleere Teilmenge des {\displaystyle \mathbb {R} ^{n}}.

## Aussage
Ein Punkt {\displaystyle (z^{*},x^{*},\mu ^{*},\lambda ^{*})\in \mathbb {R} ^{1+n+m+l}}  heißt Fritz-John-Punkt oder kurz FJ-Punkt des obigen Optimierungsproblems, wenn er die folgenden Bedingungen erfüllt:
{\displaystyle z^{*}\nabla f(x^{*})+\sum _{i=1}^{m}\mu _{i}^{*}\nabla g_{i}(x^{*})+\sum _{j=1}^{l}\lambda _{j}^{*}\nabla h_{j}(x^{*})=0}
{\displaystyle g_{i}(x^{*})\leq 0,{\mbox{ für }}i=1,\ldots ,m}
{\displaystyle h_{j}(x^{*})=0,{\mbox{ für }}j=1,\ldots ,l\,\!}
{\displaystyle \mu _{i}^{*}\geq 0,{\mbox{ für }}i=1,\ldots ,m}
{\displaystyle \mu _{i}^{*}g_{i}(x^{*})=0,{\mbox{für }}\;i=1,\ldots ,m.}
{\displaystyle z^{*}\geq 0}
Diese Bedingungen werden die Fritz-John-Bedingungen oder kurz FJ-Bedingungen genannt.
Ist der Punkt {\displaystyle x^{*}} lokales Minimum des Optimierungsproblems, so gibt es {\displaystyle \mu ^{*},\lambda ^{*},z^{*}}, so dass {\displaystyle (z^{*},x^{*},\mu ^{*},\lambda ^{*})} ein FJ-Punkt ist und {\displaystyle (z^{*},\mu ^{*},\lambda ^{*})} ungleich dem Nullvektor ist.
Somit sind die FJ-Bedingungen ein notwendiges Optimalitätskriterium erster Ordnung.

## Beziehung zu den Karush-Kuhn-Tucker-Bedingungen
Für {\displaystyle z^{*}=1} entsprechen die FJ-Bedingungen genau den Karush-Kuhn-Tucker-Bedingungen. Ist {\displaystyle (z^{*},x^{*},\mu ^{*},\lambda ^{*})} ein FJ-Punkt, so ist auch {\displaystyle (sz^{*},x^{*},s\mu ^{*},s\lambda ^{*})} mit {\displaystyle s>0} ein FJ-Punkt. Somit kann man davon ausgehen, dass wenn {\displaystyle z^{*}>0} ist, bereits ein KKT-Punkt vorliegt, dieser wird durch Reskalierung mit {\displaystyle z^{*}} erzeugt. Dann ist {\displaystyle (x^{*},\mu ^{*}/z^{*},\lambda ^{*}/z^{*})} der zu einem FJ-Punkt gehörende KKT-Punkt. Umgekehrt lassen sich nun die constraint qualifications der KKT-Bedingungen so interpretieren, dass sie für die FJ-Bedingungen {\displaystyle z^{*}>0} garantieren.

## Beispiele

### FJ ohne KKT
Betrachte als Beispiel das Optimierungsproblem
{\displaystyle \min _{x\in X}-x_{1}}
mit Restriktionsmenge
{\displaystyle X=\{x\in \mathbb {R} ^{2}\,|\,g_{1}(x)=-x_{2}\leq 0,\,g_{2}(x)=x_{2}+x_{1}^{5}\leq 0\}}.
Minimum des Problems ist der Punkt {\displaystyle x^{*}=(0,0)}. Daher existiert ein FJ-Punkt {\displaystyle (z^{*},0,0,\mu _{1}^{*},\mu _{2}^{*})}, so dass
{\displaystyle z^{*}(-1,0)^{T}+\mu _{1}^{*}(0,-1)^{T}+\mu _{2}^{*}(0,1)^{T}=(0,0)^{T}}.
Daraus folgt direkt, dass {\displaystyle z^{*}=0,\,\mu _{1}^{*}=\mu _{2}^{*}>0} für einen FJ-Punkt gilt.
Insbesondere gibt es keinen dazugehörigen KKT-Punkt. Setzt man {\displaystyle z^{*}=1}, so ist das Gleichungssystem der Gradienten nicht lösbar. Tatsächlich ist im Punkt {\displaystyle x^{*}} keine Regularitätsbedingung erfüllt, speziell nicht die allgemeinste, die Abadie CQ.

### FJ und KKT
Betrachte als Beispiel das Optimierungsproblem
{\displaystyle \min _{x\in X}-x_{2}+x_{1}^{2}}
mit Restriktionsmenge
{\displaystyle X=\{x\in \mathbb {R} ^{2}\,|\,g_{1}(x)=x_{1}+x_{2}-1\leq 0,\,g_{2}(x)=x_{1}^{2}+x_{2}^{2}-1\leq 0\}}.
Die Restriktionsmenge ist der Einheitskreis, bei dem am ersten Quadranten die Krümmung des Kreises entfernt wurde. Minimum des Problems ist der Punkt {\displaystyle x^{*}=(0,1)}.  Daher gibt es einen FJ-Punkt {\displaystyle (z^{*},0,1,\mu _{1}^{*},\mu _{2}^{*})}, so dass
{\displaystyle z^{*}(0,-1)^{T}+\mu _{1}^{*}(1,1)^{T}+\mu _{2}^{*}(0,2)^{T}=(0,0)^{T}}
gilt. Eine Lösung wäre {\displaystyle z^{*}=2,\,\mu _{1}^{*}=0,\,\mu _{2}^{*}=1}, was zu dem FJ-Punkt {\displaystyle (2,0,1,0,1)} führt. Eine Reskalierung mit {\displaystyle z^{*}} führt zu dem KKT-Punkt {\displaystyle (x^{*},\mu _{1}^{*}/z^{*},\mu _{2}^{*}/z^{*})=(0,1,0,1/2)}. Tatsächlich ist im Punkt {\displaystyle x^{*}} auch die LICQ erfüllt, deshalb gelten hier auch die KKT-Bedingungen.

## Verwandte Konzepte
Für konvexe Optimierungsprobleme, bei denen die Funktionen nicht stetig differenzierbar sind, gibt es die Sattelpunktkriterien der Lagrange-Funktion. Sind alle beteiligten Funktionen stetig differenzierbar, so sind sie strukturell ähnlich den Fritz-John-Bedingungen und äquivalent zu den KKT-Bedingungen.